# ひまり
ひまりは大阪のストリート出身の男性デュオ。リーダー松瀬、サブリーダー門松。所属事務所は（株）ウェッジリンク。所属レコード会社はwedgelink。

## メンバー
- 松瀬 一昭（まつせ　かずあき、誕生日：8月25日 、血液型：A）
広島県尾道市因島出身。立ち位置はだいたい向かって左。使用ギターは、SP-PRO/CE(Aria Sandpiper) 、SP-250(Aria Sandpiper)、FA-800(Aria pro Ⅱ)、Casino(Epiphone)。

- 門松 良祐（かどまつ　りょうすけ、誕生日：9月13日 、血液型：B）
大阪府大阪市出身。立ち位置はだいたい向かって右。使用ギターは、AD-1600(Aria Dreadnought)、Southern Jumbo(Gibson)、APX700-12NT(YAMAHA)。

## 概略
ストリートミュージシャン出身。路上時代は、主に大阪府大阪市天王寺の歩道橋で路上ライブを行っていた。二人が知り合ったのはバイト先。リーダー松瀬がサブリーダー門松を誘ってひまりを結成。バイト先の子の送別会の時に、松瀬が作詞作曲した曲を2人で歌ってプレゼントしていたのがきっかけ。
門松は、活動を始めた当時は教師志望だった。しかし、天王寺でストリートライブをやるにつれ、道行く人々が立ち止まり自分たちの歌を聞き、また、メッセージを伝えられることを肌で感じるようになり、次第にひまりでの活動に集中していく。
「ひまり」という名前には、二人の周りに沢山の人の『輪』を創り、一つの花『ひま輪り』を咲かせたいという願いを込めている。そこから、ひまりファンの事を『ひま輪り』と呼ぶ。

## 来歴

### 2002年-2006年（インディーズ時代）
- 2002年9月 ひまり結成 天王寺の歩道橋で路上ライブを開始する
- 2002年12月 第一回地域音楽祭で『すこやか賞』受賞
- 2003年2月 ヤマハ主催ビバ・アコースティック大会 グランプリ
- 2003年2月 大阪のライブハウス主宰 アコースティック大会2位
- 2005年12月 初ワンマンライブ@江坂MUSE Sold out!
- 2006年4月 沖縄ストリートスタイルフェスティバル/初代グランプリ受賞
- 2006年8月 第2回ワンマンライブ「みんないっぱいいっぱい」@BIG CAT Sold out!
- 2006年11月 第3回ワンマンライブ「ひま輪り」@HOLIDAY OSAKA Sold out!
- 2006年12月 （株）ウェッジリンクとプロダクション契約を結ぶ

### 2007年（メジャーデビュー）
- 2007年5月 ドリバンで1位に。
- 2007年5月 テレビ東京系（6局ネット）「モテケン」エンディングに「Sunny Drive」のPVがオンエアー
- 2007年7月 ファーストミニアルバム「ひまり」（7/18）リリース。
- 2007年7月 ファーストワンマンライブツアー「Birthday」（大阪・名古屋・東京）
- 2007年11月 2ndミニアルバム「あかね色」（11/7）リリース

### 2008年
- 2008年1月 ワンマンライブツアー「あかね色」（大阪・名古屋・東京）
- 2008年4月 3rdミニアルバム「まっしろ」（4/23）リリース
- 2008年8月17日 TREASURE05X 2008 ～screaming triangle 2nd day～
- 2008年11月 ワンマンライブツアー「White」（大阪・名古屋・東京）

### 2009年
- 2009年3月 4thミニアルバム「On Your Mark」（3/11）リリース
- 2009年4月 ワンマンライブツアー「GET SET!」（大阪・名古屋・東京・仙台）
- 2009年8月 夏 Sacas'09 Sacas Water Park ～avex aqua live～出演。
- 2009年8月 MJQ WEDDING presents STARLIGHT EXPLOSION'09 出演
- 2009年9月 学園祭ツアー開始
- 2009年11月 ひまり自主イベント「ひま輪り vol.1」（大阪・名古屋・東京・仙台）

### 2010年
- 2010年1月16日　ひまり　10,000人ライブへの道　～1st Step～＠赤坂BLITZ（東京・赤坂BLITZ）
- 2010年3月 ひまり自主イベント「ひま輪り vol.2」（大阪・名古屋・東京・仙台）
- 2010年4月 FM FUJI 「FM FUJI Music Spice + !」レギュラー決定
- 2010年5月 杉山清貴アコーステック・ソロ・ツアー「voice of summer'10」へ

オープニングアクトとして出演（5月～11月）
- 2010年7月　HIMARI LIVE TOUR 2010 「ひまり夏祭り～3flower～」（大阪・名古屋・ 東京・仙台）
- 2010年10月 学園祭出演

### 2011年
- 2011年7月　2ndシングル「ヒカリ／尾道の夏」（7/13）リリース
- 2011年7月　ひまりワンマンライブ「4 U」～デビュー4周年＆「ヒカリ/尾道の夏」リリース記念～（大阪・広島）
- 2011年8月　ひまりワンマンライブ「4 U」～デビュー4周年＆「ヒカリ/尾道の夏」リリース記念～（東京）
- 2011年9月　自主企画ライブ　「ひま輪りvol.3」（仙台・東京・大阪・名古屋）

### 2012年
- 2012年2月　KHB東日本放送「突撃！ナマイキTV」出演
- 2012年3月　全国25局ネット　よみうりTV　「ウェークアップ！ぷらす」出演
- 2012年8月　Date fm夕涼みコンサート2012
- 2012年9月　日本一の芋煮会フェスティバルに出演（2007年～6年連続出演）

### 2013年
- 2013年2月　3rdシングル「櫻／遠くまで」（2/20）リリース
- 2013年3月　「櫻咲け」東北復興応援ワンマンライブ（仙台）
- 2013年4月　スマフェス2013
- 2013年4月　ワシントンDC日米協会主催「第53回さくらまつり」出演（4/13出演）
- 2013年9月　日本一の芋煮会フェスティバル（2007年～7年連続出演）
- 2013年9月　ワンマンライブツアー「TOUCH THE MOON」（名古屋・広島・仙台・大阪・東京）
- 2013年9月　京セラドーム大阪　国歌斉唱
- 2013年10月　楽天Koboスタジアム宮城（旧　Kスタ宮城）　国歌斉唱
- 2013年12月　カウントダウンLIVE 2013～2014～終わりよければ、陽はまた昇る～

### 2014年
- 2014年2月　「LIVE SDD 2014」 ﾒｯｾﾝｼﾞｬｰｱｰﾃｨｽﾄに選ばれ大阪城ﾎｰﾙにてｵｰﾌﾟﾆﾝｸﾞｱｸﾄ
- 2014年5月　スマフェス2014
- 2014年10月　4thシングル「坂道～Graduation～／想い出にかわるまで／

　　　　　　　　　　　　　　　　　　雪のようなMerry X’mas」（10/8）リリース
- 2014年10月　MINAMI WHEEL 2014
- 2014年10月　ワンマンライブツアー「CROSSROAD」（名古屋・仙台・広島・大阪・東京）
- 2014年12月　スマフェス～仙台編～

### 2015年
- 2015年4月　所属事務所から独立
- 2015年6月　スマフェス2015
- 2015年6月　DEAD EYES RECORDS 20周年祭!!
- 2015年9月　千綿偉功 presents『Dear My HOME , Dear My FRIENDS vol.10 Special』
- 2015年12月　公式サイト並びに公式ブログにて　2016年3月末での「解散」を発表

## ディスコグラフィー

### デジタルシングル
1. 白いニット（2008年10月29日）
2. 尾道の夏（2010年7月14日）

### シングル
|     | 発売日        | タイトル                                                          | 規格品番   | 収録曲                                                                                          | 備考              |
| --- | ------------- | ----------------------------------------------------------------- | ---------- | ----------------------------------------------------------------------------------------------- | ----------------- |
| 1st | 2009年11月4日 | 『I stand by me/歩幅』                                            | XNWL-30005 | 1. I stand by me 2. 歩幅≪NHKユアソング10・11月度ON AIR≫ 3. 青空ビール ～snow～ 4. It's my world |                   |
| 2nd | 2011年7月13日 | 『ヒカリ／尾道の夏』                                              | XNWL-30006 | 1. ヒカリ ≪福山大学CMソング≫ 2. 尾道の夏                                                        |                   |
| 3rd | 2013年2月20日 | 『櫻／遠くまで』                                                  | XNWL-30007 | 1. 櫻 2. 遠くまで 3. Birthday～2013～                                                           | オリコン最高120位 |
| 4th | 2014年10月8日 | 『坂道～Graduation～／想い出にかわるまで／雪のようなMerry X’mas』 | XNWL-30008 | 1. 坂道～Graduation～ 2. 想い出にかわるまで 3. 雪のようなMerry X’mas                            | オリコン最高35位  |

### アルバム
|         | 発売日        | タイトル         | 規格品番   | 収録曲 | 備考 |
| ------- | ------------- | ---------------- | ---------- | --- | ---- |
| 1stミニ | 2007年7月18日 | 『ひまり』       | XNWL-30001 | 1. ～opening～ 2. Sunny Drive 3. サプリ 4. たっぷり苺と季節の風に君の香りを添えて 5. Birthday 6. GOLD 7. tomato 8. キミノ音 9. ～ending～                                                                |      |
| 2ndミニ | 2007年11月7日 | 『あかね色』     | XNWL-30002 | 1. 茜色、空の下… 2. BOOM 3. カエル 4. ほんまアホやなぁ 5. てぶくろ 6. 会えるよね 7. 決して枯れない花 |      |
| 3rdミニ | 2009年4月23日 | 『まっしろ』     | XNWL-30003 | 1. まっしろ 2. 緑 3. gallop 《日本テレビ系「スッキリ!!」エンディングテーマ》 4. 桜火 5. ガーベラ 6. 夢のあとさき 7. ひま輪り 《テレビ大阪「ガツン!」エンディングテーマ》 8. まっしろ ～2002～            |      |
| 4thミニ | 2009年3月11日 | 『On Your Mark』 | XNWL-30004 | 1. On Your Mark ≪早稲田アカデミーCMソング≫ 2. ヘロヘロ 3. 夢に続くロード 4. 棘とかくれんぼ 5. 白いニット ≪日本テレビ『ラジかるっ』12月エンディング≫ 6. Wonderful life ≪映画『花婿は18歳』主題歌≫ 7. 今日 |      |

### DVD
|     | 発売日       | タイトル           | 収録曲                                                         |
| --- | ------------ | ------------------ | -------------------------------------------------------------- |
| 1st | 2009年4月5日 | ひまり クリップ集1 | 1. Sunny Drive 2. Birthday 3. サプリ 4. まっしろ 5. 白いニット |

## ミュージックビデオ
| 曲名 |
| 「On Your Mark」「想い出にかわるまで」「遠くまで (オリジナルver.)」「櫻 -sakura- (オリジナルver.)」「坂道〜Graduation〜」「まっしろ」「Birthday」「Sunny Drive」「白いニット」「雪のようなMerry X’mas」「サプリ」 |

## 出演

### テレビ
- 2008年2月 日本テレビ系「音楽戦士 MUSIC FIGHTER」出演
- 2008年4月 テレビ大阪「GA-tuuun!（ガツン！）」出演
- 2008年6月 サンテレビ「BIG TIME TELEVISION」出演
- 2008年6月 TV埼玉「LIVE Cheese」出演
- 2008年10月 NHK大阪「あほやねんすきやねん」出演
- 2008年12月 テレビ愛知「MUSIC TRAIN」出演
- 2008年12月 毎日放送「MUSIC EDGE」出演
- 2012年2月 KHB東日本放送「突撃！ナマイキTV」出演
- 2012年3月 全国25局ネット よみうりTV「ウェークアップ！ぷらす」出演
- 2013年2月 KHB東日本放送「突撃！ナマイキTV」出演
- 2013年2月 仙台放送「あらあらかしこ」出演
- 2013年8月 CCNet「シンガーソングウォーカー」レギュラースタート（2013年8月～現在OA中)

### ラジオ
- 2007年10月 FM802 MINAMI WHEEL 2007に出演
- 2008年4月 ラジオ日本「ひまりのきいたもん勝ち」レギュラー出演（2008年4月～9月）
- 2008年4月 Datefm「ひまりの輪」レギュラー出演（2008年4月～現在OA中）
- 2008年5月 TOKYO FMひまり特番 「ひまり」の歩みと新作「まっしろ」
- 2008年10月 FM802　MINAMI　WHEEL 2008に出演
- 2009年4月 「栗山英樹のミュージックブルペン」にレギュラー出演（2009年4月～10月）
- 2009年4月  東京FM「 MUSIC SEED ひまりの朝まで待てない」レギュラー出演（2009年4月～2010年3月）
- 2009年10月 歩幅:NHKユアソング10・11月度ON AIR
- 2010年4月 FM FUJI「Music Spice+！」レギュラー出演（2010年4月～2011年3月）

### タイアップ一覧
- 2007年5月 テレビ東京系（6局ネット）「モテケン」エンディング
- 2008年4月 gallop:日本テレビ『スッキリ!!』エンディング
- 2008年4月  ひま輪り:テレビ大阪『GA-tuuun!（ガツン!）』エンディング
- 2008年4月  まっしろ:日本テレビ系『音楽戦士 MUSIC FIGHTER」POWER PLAY
- 2008年10月 メディカの心電図:DSソフト「らくらく心電図」のテーマソングに採用
- 2008年12月 白いニット:日本テレビ『ラジかるッ』 12月エンディング
- 2009年3月 On Your Mark:早稲田アカデミーCMソング
- 2009年3月 Wonderful life:映画「花婿は18歳」主題歌
- 2011年7月 ヒカリ：福山大学CFソング
- 2013年2月 仙台放送「あらあらかしこ」2月エンディング